# Podismini
A Podismini az egyenesszárnyúak (Orthoptera) rendjébe sorolt sáskafélék (Acrididae) Melanoplinae alcsaládjának egyik nemzetsége közel ötven nemmel.  E fajok elterjedési területe elsősorban az északi félteke mérsékelt övi és hegyvidéki területeire korlátozódik. Különösen gyakoriak Európa, Ázsia és Észak-Amerika hegyvidéki, alpesi rétjein, ahol kedvező körülményeket találnak.
Ezek a sáskák változatos élőhelyeken fordulnak elő, de leggyakrabban a gyepes, sziklás vagy cserjés területeken találhatók meg. Jól alkalmazkodnak a hűvösebb éghajlati viszonyokhoz, és a növényzettel borított területeken mozognak otthonosan. Néhány fajuk lokális, míg mások szélesebb körben elterjedtek, elsősorban a növénytársulások és a talajviszonyok függvényében.
Az élőhelyek pusztulása és az éghajlatváltozás hatással lehet egyes fajok populációira, de a nemzetség egészében véve viszonylag alkalmazkodónak tekinthető.

## Magyarországon honos fajok
- Miramella nem:
  - alpesi sáska (Miramella alpina)
  - kárpáti hegyisáska (Miramella ebneri)
- Odontopodisma nem:
  - Odontopodisma decipiens
  - vöröslábú hegyisáska (pirostérdű sáska, Odontopodisma rubripes) — Magyarországon védett; természetvédelmi értéke 10 000 Ft
  - Schmidt hegyisáskája (Odontopodisma schmidti)
- Podisma nem:
  - tarka hegyisáska (suta sáska, Podisma pedestris) — Magyarországon védett; természetvédelmi értéke 2000 Ft
- Pseudopodisma nem:
  - Pseudopodisma fieberi
  - Pseudopodisma nagyi
- Zubovskya nem:
  - Zubovskya banatica